# Атар
Атар (араб. أطار‎) — город в Мавритании, крупнейший населённый пункт на плато Адрар.

## Описание

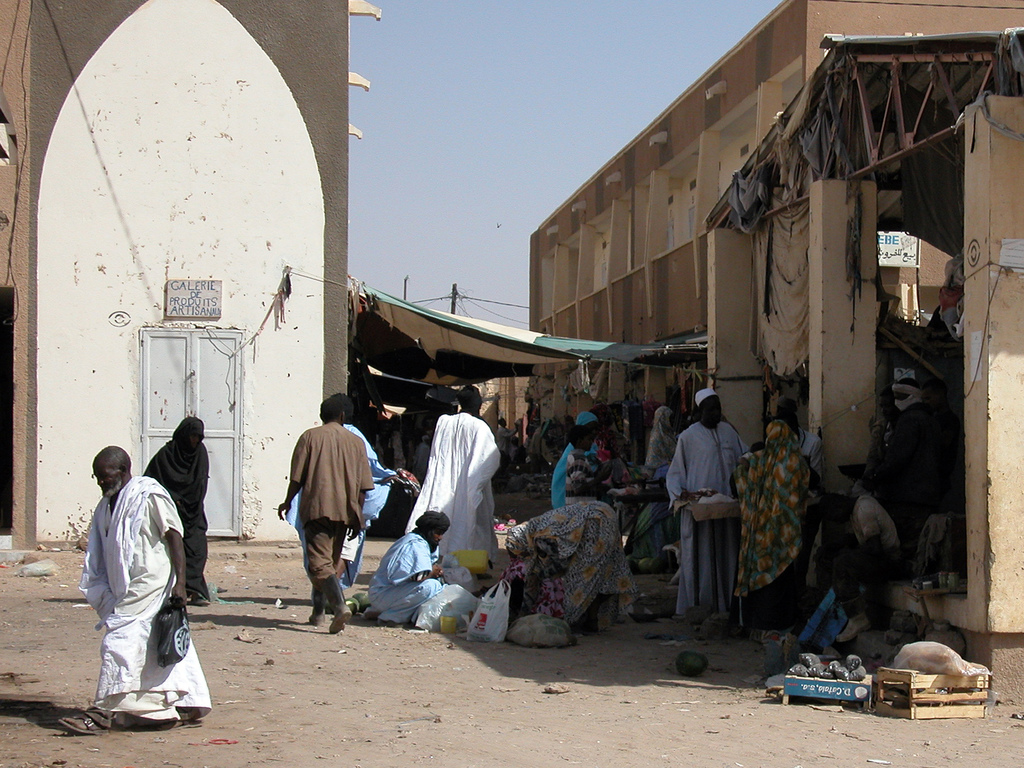
Городской рынок

Расположен на высоте 270 м над уровнем моря, к югу от города Шум, через который проходит железная дорога, соединяющая порт Нуадибу и город Зуэрат. Является административным центром области Адрар и департамента Атар. Через город проходит трасса Ралли Дакар. В Атаре имеется аэропорт, музей и старинная мечеть, построенная в 1674 году. Климат города характеризуется как жаркий пустынный.
Атар является удобной отправной точкой для поездки к древним укреплениям (ксарам) Уадан и Шингетти, а также к интересному геологическому образованию, известному, как структура Ришат.
Недавно в городе Атар была создана лётная школа мавританских ВВС.

## Население
По данным на 2013 год численность населения города составляла 33 008 человек.
Динамика численности населения города по годам:
| 1989   | 1997   | 1998   | 2013   |
| ------ | ------ | ------ | ------ |
| 21 400 | 26 379 | 27 005 | 33 008 |

## Известные уроженцы
- Маауйя ульд Сиди Ахмед Тайя — мавританский военный и политический деятель, глава Мавритании в 1984—2005 гг.

## Города-побратимы
- Сус, Тунис